# 基尔贝格
基尔贝格（法語：Kirrberg，法語發音：[kiʁbɛʁɡ]）是法国下莱茵省的一个市镇，属于萨韦尔讷区。

## 地理
基尔贝格（48°49'20"N, 7°3'51"E）面积6.35 平方千米，位于法国大東部大區下莱茵省，该省份为法国大陆部分最东部的省份，是阿尔萨斯的一部分，今与上莱茵省组成了阿尔萨斯欧洲集体，其南至上莱茵省，西南接孚日省和默尔特-摩泽尔省，西接摩泽尔省，北与德国接壤，东侧沿莱茵河与德国相望。
与基尔贝格接壤的市镇（或旧市镇、城区）包括：贝特博恩、费内特朗日、埃勒兰-莱费内特朗日、波斯特罗夫、罗默尔凡、贝伦多夫、格尔林根。
基尔贝格的时区为UTC+01:00、UTC+02:00（夏令时）。

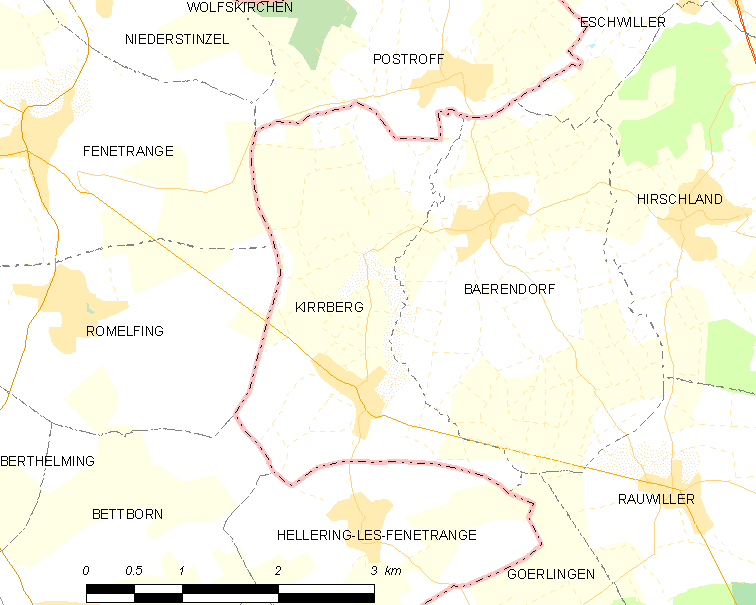
基尔贝格的OSM定位图

## 行政
基尔贝格的邮政编码为67320，INSEE市镇编码为67241。

## 政治
基尔贝格所属的省级选区为英维莱尔县。

## 人口

1962-2008年间基尔贝格人口变化图示

基尔贝格于2022年1月1日时的人口数量为156人。